# Valerio Foglia Manzillo
Valerio Foglia Manzillo (Napoli, 3 febbraio 1978) è un attore e modello italiano.

## Biografia
Inizia a lavorare come modello e fotomodello, comparendo in alcune campagne pubblicitarie. Nel 2002 esordisce nel film diretto da Matteo Garrone, L'imbalsamatore. Successivamente lavora nel film Verso nord (2004), regia di Stefano Reali, e nel controverso Mater Natura, regia di Massimo Andrei, del 2005, anno in cui è anche protagonista del cortometraggio Non ti aspettavo, soggetto, sceneggiatura e regia di Barbara Rossi Prudente.
Nel 2006 partecipa al film tv di Canale 5, Domani è un'altra truffa, regia di Pier Francesco Pingitore. Tra giugno e luglio del 2008 gira l'opera prima di Maddalena De Panfilis, intitolata Sleepless, in cui interpreta il ruolo di un aspirante camorrista, nelle sale nel 2009. Nel 2011 torna sul grande schermo con il film Mozzarella Stories, diretto da Edoardo De Angelis. Nel 2015 gira il film Il velo di Maya, opera seconda di Elisabetta Rocchetti.

## Filmografia

### Cinema
- L'imbalsamatore, regia di Matteo Garrone (2002)
- Verso nord, regia di Stefano Reali (2004)
- Mater Natura, regia di Massimo Andrei (2005)
- Le sette note del diavolo, regia di Marco Tornese (2008)
- Sleepless, regia di Maddalena De Panfilis (2009)
- Mozzarella Stories, regia di Edoardo De Angelis (2011)
- Il velo di Maya, regia di Elisabetta Rocchetti (2017)
- Napoli velata, regia di Ferzan Özpetek (2017)

### Televisione
- Domani è un'altra truffa, regia di Pier Francesco Pingitore - Film TV - Canale 5 (2006)
- R.I.S. 4 - Delitti imperfetti, regia di Pier Belloni - Serie TV - Canale 5, episodio 4x02 (2008)
- Furore, regia di Alessio Inturri - Serie Tv - Canale 5 (2018)

### Cortometraggi
- Non ti aspettavo, regia di Barbara Rossi Prudente (2005)